# Juha Aho
Juha Aho (ur. 14 lutego 1981) – fiński siatkarz występujący na pozycji środkowego. Jest zawodnikiem fińskiej drużyny Sun Volley Oulu.

## Kluby
- 1999–2000 Kempeleen Pyrintö
- 2000–2002 Perungan Pojat Rovaniem
- 2002–2004 NaPa
- 2004–2005 Ylöjärven Pallo
- 2005–2007 Tampereen Isku-Volley / Kempeleen Lentopallon
- 2007–2009 Etta Oulu
- od 2009 Sun Volley Oulu